# أوكتافيو مورا
أوكتافيو مورا (بالإسبانية: Octavio Mora)‏ (28 نوفمبر 1966 بغوادالاخارا في المكسيك - ) هو مدرب كرة قدم ولاعب كرة قدم مكسيكي في مركز الهجوم. شارك مع منتخب المكسيك لكرة القدم. أما مع النوادي، فقد لعب مع كروز آزول ونادي جامعة غوادالاخارا ونادي مونتيري.

## مسيرته الكروية
لعب أوكتافيو مورا خلال مسيرته الاحترافية مع 3 أندية في خمسة عشر موسمًا وسجل خلالها 85 هدفًا ضمن 309 مباراة. حيث فاز في موسم واحد بالكأس ولم يفز بأي دوري.
خاض أوكتافيو مورا مسيرته مع نادي جامعة غوادالاخارا في موسم 1983–84 ليلعب معه عشرة مواسم، مشاركًا في 209 مباراة سجل خلالها 60 هدف. ثم انتقل إلى نادي كروز آزول في موسم 1993–94 واستمر معه طيلة ثلاثة مواسم، حيث شارك في 75 مباراة سجل خلالها 24 هدفًا. لينتقل بعدها إلى نادي مونتيري في موسم 1996–97 ولمدة موسمين، مشاركًا في 25 مباراة سجل خلالها هدفًا واحدًا.

## وصلات خارجية
- أوكتافيو مورا على موقع قاعدة بيانات كرة القدم.إي يو (الإنجليزية)
- أوكتافيو مورا على موقع ناشيونال فوتبول تيمز (الإنجليزية)